# Sada (La Corogne)
Pour les articles homonymes, voir Sada.
Sada est une commune de la province de La Corogne en Espagne située dans la communauté autonome de Galice.